# Formazione Hell Creek
La Formazione Hell Creek è una formazione geologica che comprende il Montana, Wyoming, Dakota del Nord, Dakota del Sud, negli Stati Uniti, risalente al Cretaceo superiore, e alcuni strati del Paleocene. Nel Montana in particolare, la Formazione Hell Creek si sovrappone con la Formazione Fox Hills. La famosa "Colonna di Pompeo" situata al Pillar Pompeys National Monument è una piccola sezione isolata della Formazione Hell Creek.
La formazione comprende formazioni di argille, peliti e depositi di arenaria formatisi, durante un periodo di tempo che va dal Maastrichtiano al Daniano (vale a dire dalla fine del periodo Cretaceo all'inizio del Paleogene), da un'attività fluviale che depositava tutto ciò che incontrava sul suo cammino in una specie di delta torboso, esattamente di fronte al mare interno occidentale. A quel tempo, il clima era mite, e la presenza di coccodrilli suggerisce la presenza di un clima subtropicale, con freddi annuali poco prolungati. Il famoso limite di iridio, che separa il Cretaceo dal Cenozoico, si presenta come un assestamento discontinuo, marcato ma sottile, che si può, occasionalmente, ritrovare vicino al confine con la sovrastante Formazione Fort Union.
La maggior parte dei fossili ritrovati nella Formazione Hell Creek, si trova al Museum of the Rockies, a Bozeman, Montana. Gli esemplari esposti, sono il risultato di un progetto indetto dallo stesso museo, unito agli sforzi congiunti del Montana State University, della University of California, Berkeley, l'University of North Dakota e la University of North Carolina, che ha avuto inizio nel 1998.

## Geologia

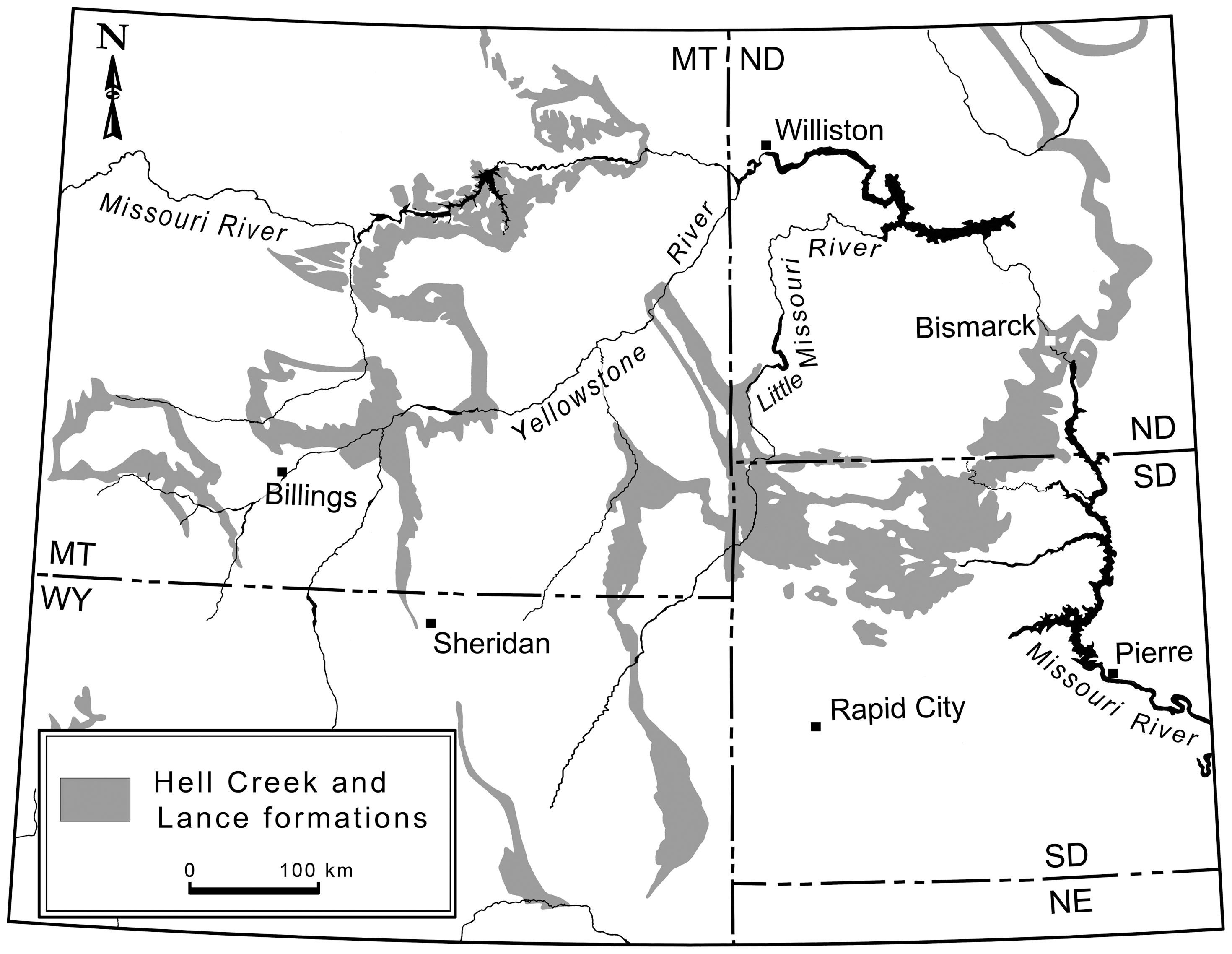
Mappa della Formazione Hell Creek e della Formazione Lance, nell'ovest del Nord America

Nel Montana la Formazione Hell Creek sovrasta la Formazione Fox Hills e sta alla base della formazione Fort Union, e il confine con quest'ultimo si verifica in prossimità del limite Cretaceo-Terziario, che definisce la fine del periodo Cretaceo avvenuta circa 65 milioni di anni fa. La caratteristica fauna dell'Hell Creek, è stata ritrovata solo un paio di metri al di sotto di tale limite.
Il confine K-T è generalmente situato vicino al contatto tra la parte superiore dell'Hell Creek e la parte inferiore della Formazione Fort Union, anche se in alcuni settori (come ad esempio, nel Dakota del Nord), il confine è ben all'interno della sezione Ludlow, con ben 3 metri sopra il confine della Hell Creek, in alcune aree. D'altro canto, in alcune piccole regioni di Montana, la Formazione Hell Creek contiene il confine K-T, e si estende leggermente nel Paleogene.
Il sito Tanis, nel Nord Dakota, contiene prove di ciò che si propone essere una registrazione degli effetti dell'impatto del meteorite Chicxulub. Secondo la ricostruzione proposta da DePalma et al. (2019), dopo una prima ondata di tipo tsunami, generata nel mare interno occidentale dall'onda sismica riflessa dalla terra a seguito della caduta del meteorite nello Yucatan circa 65 milioni di anni fa (onda che riversò a riva migliaia di creature marine), a circa 10-20 minuti seguì, dal cielo, una pioggia di sferule di tectite - vetro incandescente a temperature altissime con velocità superiori anche ai 300 chilometri all’ora, generati dall’impatto dell’asteroide.  E - particolarità della Formazione di Hell Creek - tracce di queste sferule di tectite sono state trovate proprio accanto ai resti degli animali: prima volta che un ritrovamento ha entrambi questi elementi. Mark Richards (professore emerito di Scienze terrestri e planetarie a Berkeley) ha così spiegato quanto avvenuto in quei pochi minuti: “Le onde sismiche cominciarono a manifestarsi entro nove o dieci minuti dall’impatto, così hanno avuto la possibilità di scuotere l’acqua prima che tutte le sferule piovessero dal cielo; queste, arrivando, hanno creato crateri sulla superficie, come imbuti (si vedono gli strati deformati in quello che era fango soffice)”. Una seconda onda ha poi seguito la prima e coperto tutto quanto con detriti, preservandolo per 65 milioni di anni.

## Paleobiota

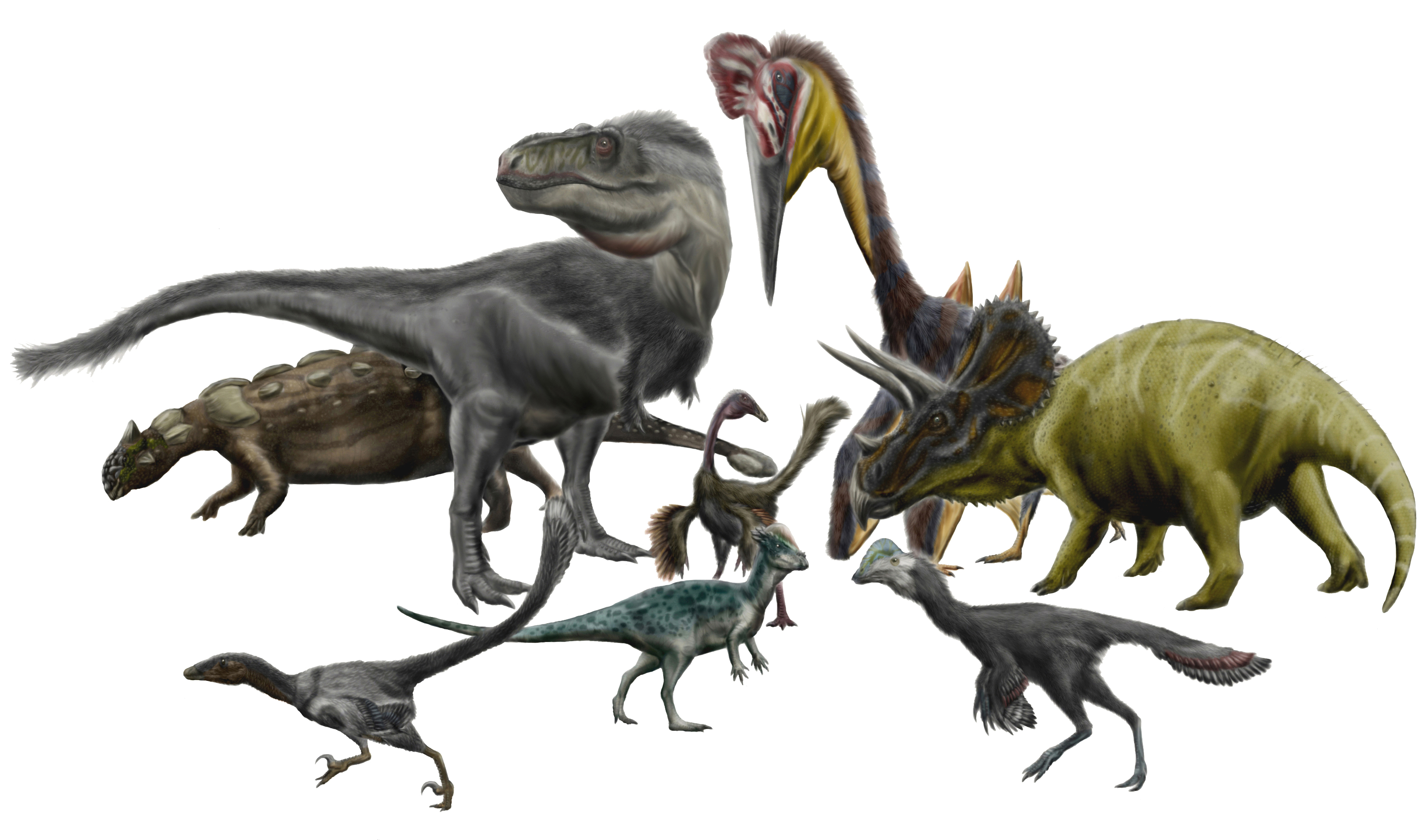
Ipotetiche ricostruzioni artistiche dei componenti più comuni della fauna della Formazione Hell Creek

La Formazione Hell Creek era un habitat frequentato da una vasta gamma di animali, il cui gruppo più abbondante sono i dinosauri, ed è grazie a ciò che questa formazione è un sito di fossili di fama mondiale. La presenza di sedimenti marini ha permesso il riconoscimento di alcuni organismi marini, e vertebrati tra cui pesci e mammiferi. Gli scavi hanno portato alla luce, anche, innumerevoli resti di invertebrati (comprese ammoniti), piante, rettili (tra cui la lucertola Obamadon), rettili marini (tra cui mosasauri, plesiosauri e tartarughe marine) e anfibi. La fauna predominante era composta da diversi gruppi di dinosauri, tra i più famosi e comuni all'interno della formazioni vi sono: i famosi Tyrannosaurus e Triceratops, alcuni ornithomimidi come Ornithomimus, due specie di oviraptorosari di cui la più completa è l'Anzu, una varietà di piccoli teropodi, alcuni generi di pachycepahalosauridi, alcuni crocodilomorfi e svariati squamati. La formazione è nota anche per il ritrovamento di uno scheletro di adrosauro praticamente completo, recuperato nel 2000 e ampiamente pubblicizzato in un documentario della National Geographic, andato in onda nel dicembre del 2007. Tra gli altri fossili ritrovati si possono annoverare: alcuni uccelli, mammiferi e rari ritrovamenti di pterosauro. Sono stati ritrovati anche diversi denti di squalo, suggerendo che allora come oggi alcune specie di squalo frequentassero i delta dei fiumi, sopportando l'acqua fredda dei fiumi. La fauna lanciana della Formazione è pressoché identica a quella della formazione Hell Creek con poche varianti nella fauna.

## Flora sedimentaria

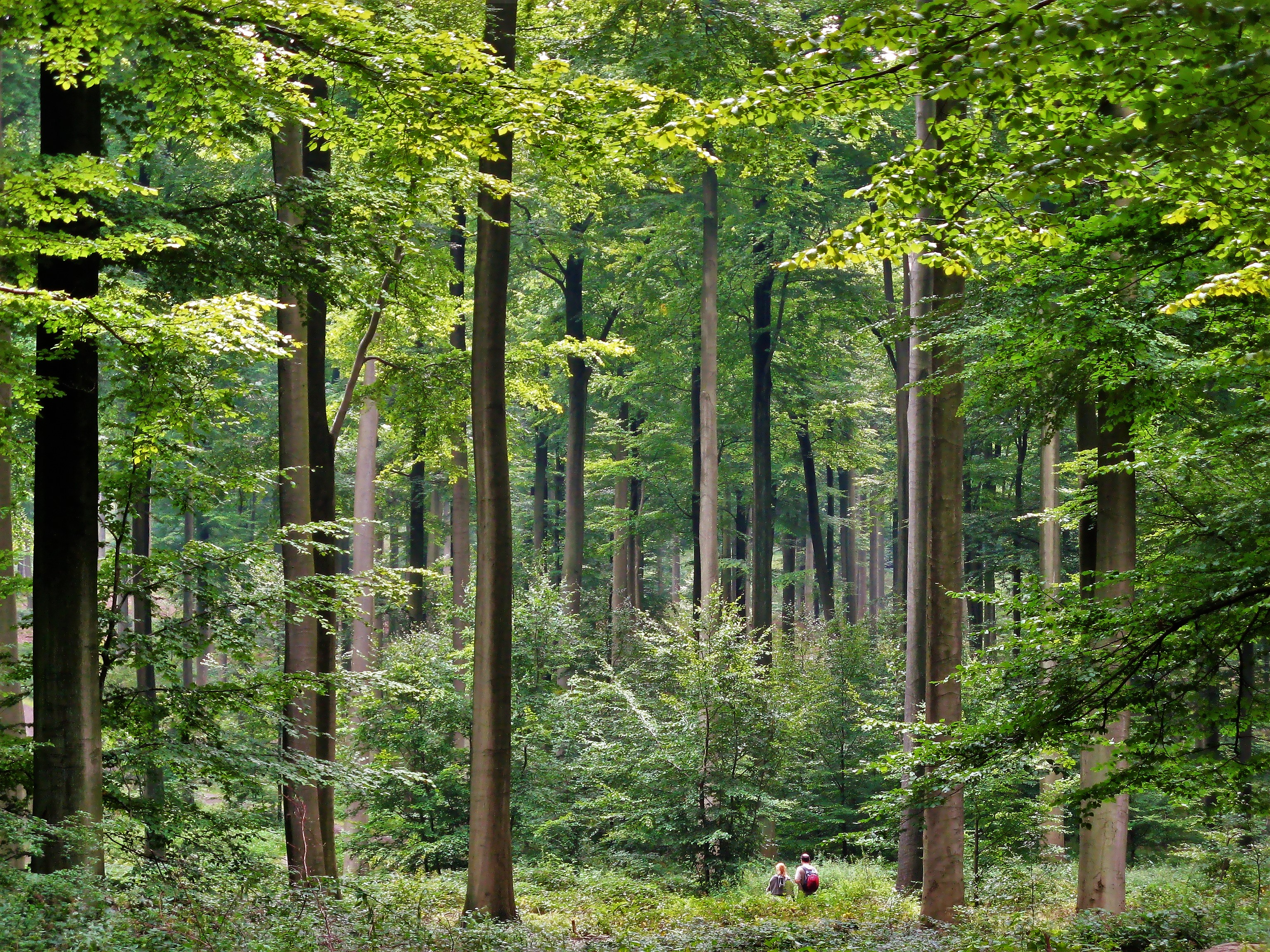
Le piante dominanti che caratterizzavano la Formazione Hell Creek, erano le piante da fiore e le conifere

La Formazione Hell Creek comprende formazioni di argille, peliti e depositi di arenaria formatisi, durante un periodo di tempo che va dal Maastrichtiano al Daniano (vale a dire dalla fine del periodo Cretaceo all'inizio del Paleogene), da un'attività fluviale che depositava tutto ciò che incontrava sul suo cammino in una specie di delta torboso, esattamente di fronte al mare interno occidentale. L'habitat di Hell Creek, (a noi nota tramite alcuni fossili rinvenuti a Fort Peck, nel Montana), è stata più volte ricostruita, nei programmi televisivi e nei documentari, come un'area boschiva all'interno di una pianura alluvionale. Il clima era di tipo subtropicale (ciò è avvalorato dalla presenza di alcuni generi di coccodrillo, presenti nella formazione), in grado quindi di sostenere una grande varietà di piante che comprendevano piante angiosperme, alberi di conifere come il cipresso calvo, felci e ginkgo. L'ambiente era inoltre saturo di ruscelli, che si formavano in una sorta di pianura costiera lungo il bordo del mare interno occidentale. Durante l'anno non c'era una vera e propria stagione fredda, ma piuttosto una stagione umida in cui erano più frequenti le precipitazioni.
Insieme, la Formazione Hell Creek, la Formazione Lance e la Formazione Scollard rappresentano diverse sezioni della sponda occidentale del mare interno occidentale, un mare poco profondo che divideva il Nord America in due continenti più piccoli: uno occidentale e uno orientale, durante il Cretaceo. Le terre emerse, erano rappresentate da una piana alluvionale, habitat di varie specie animali, tra cui i dinosauri. Una vasta pianura costiera si estendeva verso ovest, fino alle neonate Montagne Rocciose. Essendo costituita prevalentemente da depositi di arenaria e fango, i paleontologi hanno ipotizzato che l'habitat doveva essere rappresentato da una pianura alluvionale, con zone paludose, vari estuari di fiumi e pianure costiere. L'entroterra invece presentava un clima caldo e umido, ottimo per la crescita di vegetazione che comprendeva piante da fiore, conifere, palme nane, felci, canopie, piante da sottobosco, alberi di frassino, leccio e arbusti. L'abbondanza di foglie fossili, che si trovano a decine in vari siti, indicano che la zona era in gran parte ricoperta da foreste.

## Fauna e Flora della Formazione Hell Creek

### Dinosauri
Uno studio sulla paleo-popolazione della Formazione Hell Creek, ha preso nota di tutti i fossile delle varie famiglie di dinosauri presenti nella formazione e ne ha stimato le percentuali. Ecco la più recente stima delle proporzioni delle otto famiglie dei dinosauri più comuni della formazione, sulla base di studi condotti da paleontologi come Fastovsky e Sheehan (1998).
- Ceratopsidae 61%
- Hadrosauridae 23%
- Ornithomimidae 5%
- Tyrannosaridae 4%
- Hypsilophodontidae 3%
- Dromaeosauridae 2% (rappresentato prevalentemente da denti)
- Pachycephalosauridae 1%
- Troodontidae 1% (rappresentato solo da denti)

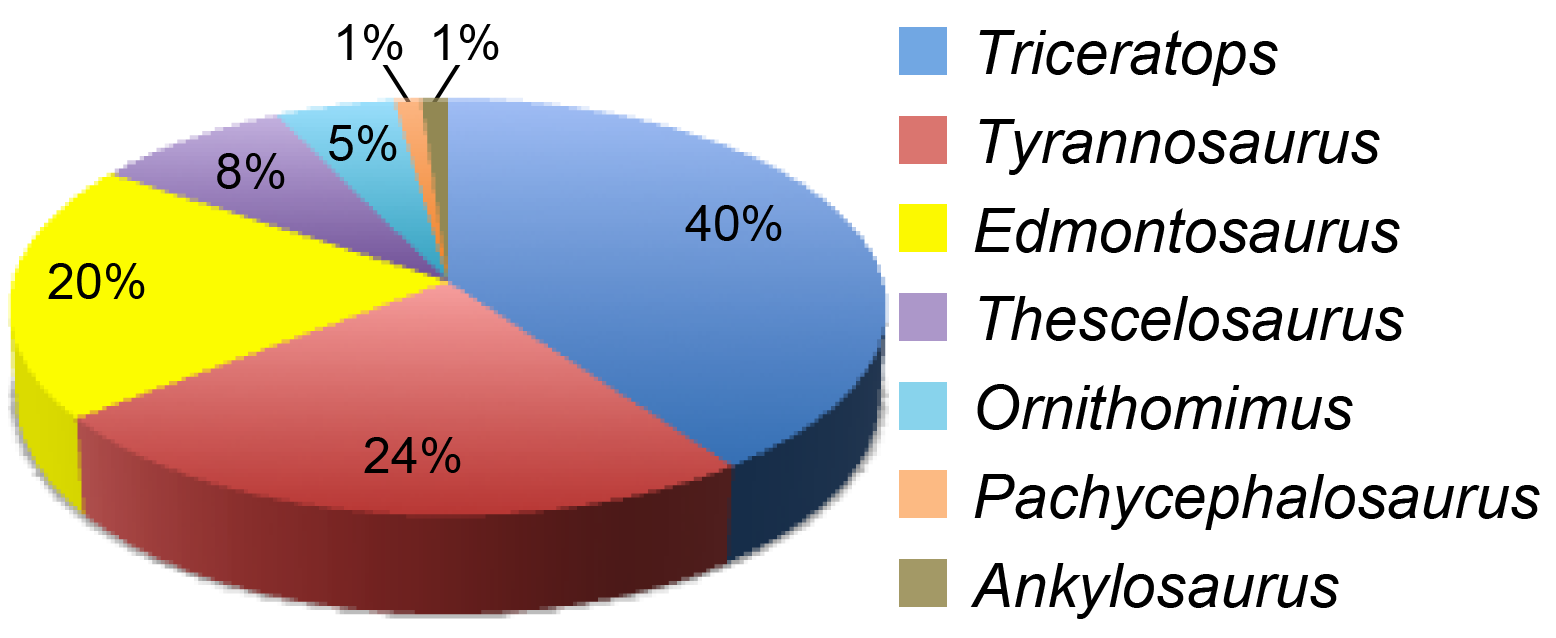
Grafico a torta sulla paleo-popolazione dei dinosauri presenti nella Formazione Hell Creek.

Sulla base di tali dati, i paleontologi hanno diviso la formazione in tre distinte sezioni: fette inferiori, medio e superiori. Le sezioni superiore e inferiore sono state al centro del rapporto della PLoS One, e all'interno di ciascuna di queste porzioni sono stati ritrovati i resti di Triceratops, Edmontosaurus e Tyrannosaurus. Tra tutti, il Triceratops era il dinosauro più comune in tutte le sezioni analizzate, insieme a Tyrannosaurus leggermente più comune dell'adrosauro Edmontosaurus. In una delle sezioni superiori, ad esempio, il censimento ha contato: ventidue Triceratops, cinque Tyrannosaurus e cinque Edmontosaurus.
Dinosauri come Thescelosaurus, Ornithomimus, Pachycephalosaurus e Ankylosaurus sono anch'essi stati ritrovati nelle sezioni superiori, ma in misura assai minore, essendo i loro fossili relativamente più rari. Piccoli dinosauri predatori, come il Troodon, è conosciuto all'interno della formazione solo per alcuni denti.
Le collezioni di dinosauri realizzati negli ultimi dieci anni durante il progetto di recupero dei fossili, ha rivelato nuove informazioni sui dinosauri ritrovati all'interno della formazione. A livelli di percentuale, si riconosce una percentuale molto più elevata di Tyrannosaurus, dalle precedenti indagini. Tyrannosaurus equivale Edmontosaurus in U3 e in L3, comprendendo una maggiore percentuale di grandi dinosauri, divenendo il secondo taxon più abbondante dopo Triceratops, seguito da Edmontosaurus. Questo è sorprendentemente coerente in (1) i due maggiori giacimenti di ritardo (MOR loc. HC-530 e HC-312) nella pietra arenaria Apex e Jen-rex di sabbia in cui le singole ossa sono state contate e (2) in due terzi della formazione riflette in L3 e U3 record di soli scheletri di dinosauri.
Il Triceratops è il dinosauro di gran lunga più comune al 40% (n = 72), il Tyrannosaurus è secondo a 24% (n = 44), l'Edmontosaurus è terzo a 20% (n = 36), seguito dal Thescelosaurus all'8% (n = 15),l' Ornithomimus al 5% (n = 9) e il Pachycephalosaurus e l'Ankylosaurus entrambi rappresentati all'1% (n = 2).

#### Teropodi
Tracce e fossili di teropodi, all'interno della Hell Creek sono molto comuni e si trovano soprattutto nella Dakota del Sud. Sono inoltre state ritrovate diverse piste di impronte di teropodi, una delle quali scoperta nel 2007, dal paleontologo britannico Phil Manning. Questa pista, comprende impronte lunghe fino a 72 cm, più corte rispetto a quelle rinvenute nella pista descritta da Lockley e Hunt. È probabile che la pista sia stata lasciata da un Tyrannosaurus, essendo esso il carnivoro più grande della formazione Hell Creek.

##### Alvarezsauridi
| Alvarezsauridi ritrovati nella Formazione Hell Creek | Alvarezsauridi ritrovati nella Formazione Hell Creek | Alvarezsauridi ritrovati nella Formazione Hell Creek | Alvarezsauridi ritrovati nella Formazione Hell Creek | Alvarezsauridi ritrovati nella Formazione Hell Creek | Alvarezsauridi ritrovati nella Formazione Hell Creek         | Alvarezsauridi ritrovati nella Formazione Hell Creek | Alvarezsauridi ritrovati nella Formazione Hell Creek |
| Genere                                               | Specie                                               | Stati                                                | Posizione stratigrafica                              | Materiale fossile                                    | Note                                                         | Immagini                                             |                                                      |
| ---------------------------------------------------- | ---------------------------------------------------- | ---------------------------------------------------- | ---------------------------------------------------- | ---------------------------------------------------- | ------------------------------------------------------------ | ---------------------------------------------------- | ---------------------------------------------------- |
| Trierarchuncus                                       | T. prairiensis                                       | - Montana                                            | Formazione Hell Creek superiore                      |                                                      | Un alvarezsauro noto da uno scheletro post-cranico parziale. |                                                      |                                                      |

##### Tirannosauridi
| Tirannosauridi ritrovati nella Formazione Hell Creek | Tirannosauridi ritrovati nella Formazione Hell Creek | Tirannosauridi ritrovati nella Formazione Hell Creek                                                    | Tirannosauridi ritrovati nella Formazione Hell Creek | Tirannosauridi ritrovati nella Formazione Hell Creek      | Tirannosauridi ritrovati nella Formazione Hell Creek | Tirannosauridi ritrovati nella Formazione Hell Creek | Tirannosauridi ritrovati nella Formazione Hell Creek |
| Genere                                               | Specie                                               | Sinonimi                                                                                                | Stati                                                | Posizione stratigrafica                                   | Materiale fossile                                    | Note | Immagini                                             |
| ---------------------------------------------------- | ---------------------------------------------------- | --- | ---------------------------------------------------- | --------------------------------------------------------- | ---------------------------------------------------- | --- | ---------------------------------------------------- |
| Tyrannosaurus                                        | T. rex                                               | - Albertosaurus megagracilis - Aublysodon molnari - Dinotyrannus megagracilis - Nanotyrannus lancensis? | - Montana - North Dakota - South Dakota              | Strati inferiori e superiori della Formazione Hell Creek. |                                                      | Un tirannosauro, noto da diversi esemplari, tra cui un esemplare giovane soprannominato "Jane" (probabilmente un Nanotyrannus). Ritrovato anche a Denver e nelle formazioni di Javelina, Lance, Ferris, Livingston, McRae, Nord Horn, Scollard, Willow Creek e Lomas Coloradas. |                                                      |

##### Ornitomimidi
Resti di ornitomimidi sono estremamente rari all'interno della Formazione Hell Creek, infatti si conoscono solo 15 esemplari appartenenti ad ornitomimosauri.
| Ornitomimidi ritrovati nella Formazione Hell Creek | Ornitomimidi ritrovati nella Formazione Hell Creek | Ornitomimidi ritrovati nella Formazione Hell Creek | Ornitomimidi ritrovati nella Formazione Hell Creek | Ornitomimidi ritrovati nella Formazione Hell Creek                                                           | Ornitomimidi ritrovati nella Formazione Hell Creek | Ornitomimidi ritrovati nella Formazione Hell Creek | Ornitomimidi ritrovati nella Formazione Hell Creek |
| Genere                                             | Specie                                             | Stato                                              | Posizione stratigraphica                           | Materiale | Note | Immagine                                           |                                                    |
| -------------------------------------------------- | -------------------------------------------------- | -------------------------------------------------- | -------------------------------------------------- | --- | --- | -------------------------------------------------- | -------------------------------------------------- |
| "Orcomimus"                                        | sconosciuta                                        | - Dakota del Sud                                   |                                                    | Uno scheletro parziale.                                                                                      | Un ornitomimide. Nomen nudum |                                                    |                                                    |
| Ornithomimus                                       | O. sedens                                          | - Montana                                          |                                                    | - AMNH 975, l'artiglio di un piede - UCMP 154569, uno scheletro parziale - USNM 4736, uno scheletro parziale | Un grande ornitomimide, simile in dimensioni al Gallimimus. Ritrovato anche nella Formazione Lance.                                                       |                                                    |                                                    |
| Ornithomimide indeterminato                        | Indeterminate                                      | - Montana - Dakota del Sud - Dakota del Nord       |                                                    | Esemplari frammentari                                                                                        | Fossili di ornithomimide, in gran parte non descritti originariamente classificati come Ornithomimus velox, ma in seguito considerato come indeterminato. |                                                    |                                                    |

##### Oviraptorosauri
Fossili di oviraptorosauri sono stati rinvenuti nella Formazione Hell Creek per molti anni, in particolare elementi isolati, fino alla scoperta di Anzu. In passato, si pensava che i fossili di oviraptorosauro trovati appartenessero a Caenagnathus, Chirostenotes ed Elmisaurus. Nel 1997, il paleontologo Mike Triebold, mentre era alla ricerca di fossili all'interno della Formazione Hell Creek, nella Contea di Harding, Dakota del Sud scoprì una lunga serie di impronte fossili, le più grandi delle quali erano lunghe ben 60 cm (2 ft), riconducibili ad un oviraptorosauride di grandi dimensioni non ancora descritto. Nel 2016, un caenagnathide di grandi dimensioni non ancora descritto è stato portato alla luce nel Montana.
| Oviraptorosauri ritrovati nella Formazione Hell Creek | Oviraptorosauri ritrovati nella Formazione Hell Creek | Oviraptorosauri ritrovati nella Formazione Hell Creek | Oviraptorosauri ritrovati nella Formazione Hell Creek    | Oviraptorosauri ritrovati nella Formazione Hell Creek | Oviraptorosauri ritrovati nella Formazione Hell Creek | Oviraptorosauri ritrovati nella Formazione Hell Creek | Oviraptorosauri ritrovati nella Formazione Hell Creek |
| Genere                                                | Specie                                                | Stato                                                 | Posizione stratigrafica                                  | Materiale                                             | Note | Immagine                                              |                                                       |
| ----------------------------------------------------- | ----------------------------------------------------- | ----------------------------------------------------- | -------------------------------------------------------- | ----------------------------------------------------- | --- | ----------------------------------------------------- | ----------------------------------------------------- |
| Anzu                                                  | A. wyliei                                             | - Dakota del Nord - Dakota del Sud                    | Strati inferiori e superiori della Formazione Hell Creek | 12 esemplari ben conservati                           | Uno dei più grandi oviraptorosauri conosciuti, ed il più grande conosciuto in Nord America. Il materiale precedentemente assegnato a Caenagnathidae indet. è ora assegnato al genere Anzu. |                                                       |                                                       |
| Caenagnathidae                                        | Indeterminato                                         | - Montana                                             |                                                          |                                                       | Simile a Citipes ed Elmisaurus. |                                                       |                                                       |
| Eoneophron                                            | E. infernalis                                         | - Dakota del Sud                                      |                                                          | Un arto posteriore destro parziale                    | Strettamente imparentato con Citipes ed Elmisaurus |                                                       |                                                       |

##### Eumaniraptori
Storicamente, all'interno della formazione sono stati ritrovati moltissimi denti, spesso attribuiti a diversi taxa di dromeosauridi e troodontidi, tuttavia ossa del resto del corpo non sono mai state ritrovate, se non in formazioni più antiche, pertanto tali denti sono stati assegnati a vari generi come Dromaeosaurus, Saurornitholestes e Troodon. Tuttavia, in uno studio del 2013, Evans et al. ha concluso che esistono poche prove per più di un singolo taxon di dromaeosauride, Acheroraptor, negli assemblaggi della Formazione Hell Creek e Lance, il che renderebbe questi taxa invalidi per questa formazione. Ciò è stato smentito in uno studio del 2015, DePalma et al., quando quest'ultimo descrisse il nuovo genere Dakotaraptor, una grande dromaeosauride. Sebbene si debba notare come menzionato in precedenza, i denti fossili di vari troodontidi e coelurosauri sono comuni in tutta la formazione Hell Creek; gli esempi più noti includono rispettivamente Paronychodon, Pectinodon e Richardoestesia.
| Eumaniraptori ritrovati nella Formazione Hell Creek | Eumaniraptori ritrovati nella Formazione Hell Creek | Eumaniraptori ritrovati nella Formazione Hell Creek | Eumaniraptori ritrovati nella Formazione Hell Creek       | Eumaniraptori ritrovati nella Formazione Hell Creek | Eumaniraptori ritrovati nella Formazione Hell Creek | Eumaniraptori ritrovati nella Formazione Hell Creek | Eumaniraptori ritrovati nella Formazione Hell Creek |
| Genere                                              | Specie                                              | Stati                                               | Posizione stratigrafica                                   | Materiale fossile | Note | Immagini                                            |                                                     |
| --------------------------------------------------- | --------------------------------------------------- | --------------------------------------------------- | --------------------------------------------------------- | --- | --- | --------------------------------------------------- | --------------------------------------------------- |
| Acheroraptor                                        | A. temertyorum                                      | - Montana - Dakota del Nord? - Dakota del Sud?      | Strati inferiori e superiori della Formazione Hell Creek. | Un cranio parziale e vari denti. | Un dromeosauride velociraptorino, i cui denti sono stati per lungo tempo attribuiti ad altri dinosauri affini. |                                                     |                                                     |
| Avisaurus                                           | A. archibaldi                                       | - Montana - Dakota del Nord - Dakota del Sud        | Strati medi della Formazione Hell Creek                   | Una specie di Avisaurus. | Un uccello avisauride. |                                                     |                                                     |
| Cimolopteryx                                        | C. maxima                                           | - Montana                                           |                                                           | Uccello conosciuto esclusivamente per i coracoidi (un osso della spalla presente in uccelli ed altri vertebrati).                                                       | Un uccello caradriiforme |                                                     |                                                     |
| Brodavis                                            | B. baileyi                                          | - Dakota del Sud                                    |                                                           | Un metatarso isolato. | Un esperornitiforme. |                                                     |                                                     |
| Potamornis                                          | P.skutchi                                           | - Montana                                           |                                                           | Un osso quadrato, che è unico in morfologia, per certi aspetti, ma condivide molte apomorfie con la famiglia degli Hesperornithidae, molto simile al genere Hesperornis | Un uccello hesperornithiforme. |                                                     |                                                     |
| Dakotaraptor                                        | D.steini                                            | - Dakota del Sud                                    |                                                           | | Un Dromaeosauridae alto 2 metri. |                                                     |                                                     |
| "Uccello esperornitiforme non descritto A"          | Indeterminata                                       | - Montana                                           |                                                           | Tarsometatarso | Un primitivo uccello esperornitiforme. Oltre ai fossili provenienti dalla Formazione Hell Creek, i paleontologi Longrich e Tokaryk (2011), anno assegnato, a questo "genere" il campione RSM P 2.315,1 della formazione canadese Frenchman; in seguito Martin, Kurochkin e Tokaryk (2012) spostarono il campione canadese all'interno della specie Brodavis americanus. |                                                     |                                                     |
| "Uccello ornituro non descritto B"                  | Indeterminata                                       | - Montana                                           |                                                           | Coracoide parziale | Un ornituro, forse, simile a Cimolopteryx |                                                     |                                                     |
| "Uccello ornituro non descritto C"                  | Indeterminata                                       |                                                     |                                                           | Coracoide parziale | Un ornituro, presente anche nella Formazione Fort Union, e l'unico uccello della formazione a sopravvivere alla Grande Estinzione dei Dinosauri. |                                                     |                                                     |
| "Uccello ornituro non descritto D"                  | Indeterminata                                       |                                                     |                                                           | Coracoide parziale | Un ornituro |                                                     |                                                     |

#### Ornitischi

##### Ankylosauridi
| Ankylosauridi ritrovati nella Formazione Hell Creek | Ankylosauridi ritrovati nella Formazione Hell Creek | Ankylosauridi ritrovati nella Formazione Hell Creek | Ankylosauridi ritrovati nella Formazione Hell Creek | Ankylosauridi ritrovati nella Formazione Hell Creek | Ankylosauridi ritrovati nella Formazione Hell Creek                                  | Ankylosauridi ritrovati nella Formazione Hell Creek | Ankylosauridi ritrovati nella Formazione Hell Creek |
| Genere                                              | Specie                                              | Stati                                               | Posizione stratigrafica                             | Materiale fossile                                   | Note                                                                                 | Immagini                                            |                                                     |
| --------------------------------------------------- | --------------------------------------------------- | --------------------------------------------------- | --------------------------------------------------- | --------------------------------------------------- | ------------------------------------------------------------------------------------ | --------------------------------------------------- | --------------------------------------------------- |
| Ankylosaurus                                        | A. magniventris                                     | - Montana                                           |                                                     |                                                     | Un anchilosauride. Trovato anche nella Formazione Lance e nella Formazione Scollard. |                                                     |                                                     |
| Denversaurus                                        | D. schlessmani                                      | - Montana - Dakota del Sud                          |                                                     |                                                     | Un anchilosauro nodosauride.                                                         |                                                     |                                                     |

##### Pachicefalosauridi
Un esemplare di Pachicefalosauride ancora non descritto è stato rinvenuto nel Nord Dakota.
| Pachicefalosauridi ritrovati nella Formazione Hell Creek | Pachicefalosauridi ritrovati nella Formazione Hell Creek | Pachicefalosauridi ritrovati nella Formazione Hell Creek | Pachicefalosauridi ritrovati nella Formazione Hell Creek | Pachicefalosauridi ritrovati nella Formazione Hell Creek | Pachicefalosauridi ritrovati nella Formazione Hell Creek                                             | Pachicefalosauridi ritrovati nella Formazione Hell Creek | Pachicefalosauridi ritrovati nella Formazione Hell Creek |
| Genere                                                   | Specie                                                   | Stati                                                    | Posizione stratigrafica                                  | Materiale fossile                                        | Note                                                                                                 | Immagini                                                 |                                                          |
| -------------------------------------------------------- | -------------------------------------------------------- | -------------------------------------------------------- | -------------------------------------------------------- | -------------------------------------------------------- | --- | -------------------------------------------------------- | -------------------------------------------------------- |
| Dracorex                                                 | D. hogwartsia                                            | - Dakota del Sud                                         | - Strati medi della Formazione Hell Creek                |                                                          | Un pachicefalosauride, forse sinonimo di Pachycephalosaurus.                                         |                                                          |                                                          |
| Pachycephalosaurus                                       | P. wyomingensis                                          | - Montana - Dakota del Sud                               |                                                          |                                                          | Un pachicefalosauride. Rinvenuto anche nella Formazione Lance.                                       |                                                          |                                                          |
| Sphaerotholus                                            | S. buchholtzae                                           | - Montana                                                |                                                          | "Materiale del cranio."                                  | Un pachicefalosauride, forse sinonimo di Prenocephale.                                               |                                                          |                                                          |
| Stygimoloch                                              | S. spinifer                                              | - Montana - Dakota del Sud - Dakota del Nord             |                                                          |                                                          | Un pachicefalosauride, forse sinonimo di Pachycephalosaurus. Ritrovato anche nella Formazione Lance. |                                                          |                                                          |

##### Ceratopsidi
Ritrovare esemplari frammentari di ceratopsidi indeterminati all'interno della Formazione Hell Creek, è estremamente comune. L'8,31% dei fossili di vertebrati non descritti della Formazione Hell Creek sono ceratopsidi non ancora descritti.
| Ceratopsidae ritrovati nella Formazione Hell Creek | Ceratopsidae ritrovati nella Formazione Hell Creek | Ceratopsidae ritrovati nella Formazione Hell Creek | Ceratopsidae ritrovati nella Formazione Hell Creek | Ceratopsidae ritrovati nella Formazione Hell Creek        | Ceratopsidae ritrovati nella Formazione Hell Creek                                                    | Ceratopsidae ritrovati nella Formazione Hell Creek                                               | Ceratopsidae ritrovati nella Formazione Hell Creek |
| Genere                                             | Specie                                             | Sinonimi                                           | Stati                                              | Posizione stratigrafica                                   | Materiale fossile                                                                                     | Note                                                                                             | Immagini                                           |
| -------------------------------------------------- | -------------------------------------------------- | -------------------------------------------------- | -------------------------------------------------- | --------------------------------------------------------- | --- | ------------------------------------------------------------------------------------------------ | -------------------------------------------------- |
| Leptoceratops                                      | Leptoceratops c.f. gracilis                        |                                                    | - Montana                                          |                                                           | | Un piccolo primitivo ceratopside.                                                                |                                                    |
| Tatankaceratops                                    | T. sacrisonorum                                    |                                                    | - Dakota del Sud                                   |                                                           | | Un ceratopside, possibile sinonimo di Triceratops                                                |                                                    |
| Torosaurus                                         | T. latus                                           |                                                    | - Montana - Dakota del Nord - Dakota del Sud       | Strati superiori della Formazione Hell Creek Formation    | | Un ceratopside, possibile sinonimo di Triceratops.                                               |                                                    |
| Triceratops                                        | T. horridus                                        | - T. serratus                                      | - Montana - Dakota del Nord - Dakota del Sud       | Praticamente tutti gli strati della Formazione Hell Creek | Quattro esemplari sono stati assegnati alla specie Triceratops horridus from the Hell Creek Formation | Un ceratopside. Ritrovato anche nelle formazioni Evanston, Frenchman, Lance, Laramie e Scollard. |                                                    |
| Triceratops                                        | T. prorsus                                         |                                                    | - Montana                                          |                                                           | Molto comune.                                                                                         | Ritrovato anche nella Formazione Frenchman e nella Formazione Lance.                             |                                                    |

##### Ornitopodi
All'interno della Formazione Hell Creek, sono stati ritrovati numerosi resti di adrosauride non classificati. Sono stati ritrovati anche resti parziali di adrosauro lambeosauride molto simile a Parasaurolophus, ma finché non verranno ritrovati nuovi fossili, non si può affermare con certezza la sua presenza all'interno della Formazione Hell Creek.
| Ornitopodi ritrovati nella Formazione Hell Creek | Ornitopodi ritrovati nella Formazione Hell Creek | Ornitopodi ritrovati nella Formazione Hell Creek | Ornitopodi ritrovati nella Formazione Hell Creek                                                | Ornitopodi ritrovati nella Formazione Hell Creek         | Ornitopodi ritrovati nella Formazione Hell Creek | Ornitopodi ritrovati nella Formazione Hell Creek                                                                 | Ornitopodi ritrovati nella Formazione Hell Creek |
| Genere                                           | Specie                                           | Sinonimi                                         | Stati                                                                                           | Posizione stratigrafica                                  | Materiale fossile                                | Note | Immagini                                         |
| ------------------------------------------------ | ------------------------------------------------ | ------------------------------------------------ | ----------------------------------------------------------------------------------------------- | -------------------------------------------------------- | ------------------------------------------------ | --- | ------------------------------------------------ |
| Edmontosaurus                                    | E. annectens                                     | - Anatosaurus annectens - Anatotitan copei       | - Montana - Dakota del Sud - Dakota del Nord (luogo di provenienza del famoso "fossile-mummia") |                                                          | Molto comune.                                    | Un adrosauro. Trovato anche all'interno delle formazioni Denver, Frenchman, Lance, Laramie e Scollard Formation. |                                                  |
| Thescelosaurus                                   | T. garbanii                                      | - Bugenasaura garbanii                           | - Montana - Dakota del Sud                                                                      |                                                          |                                                  | |                                                  |
| Thescelosaurus                                   | T. infernalis                                    | - Bugenasaura infernalis                         |                                                                                                 |                                                          |                                                  | Nomen dubium |                                                  |
| Thescelosaurus                                   | T. neglectus                                     |                                                  | - Dakota del Nord - Dakota del Sud                                                              | Praticamente tutti gli strati della Hell Creek Formation | Più di 50 esemplari ritrovati                    | Un piccolo ornitopode. Ritrovato anche nelle formazioni Frenchman, Lance, Laramie e Scollard.                    |                                                  |

### Pterosauri
Resti di pterosauro non descritti sono stati segnalati nel Dakota del Nord. Un esemplare di pteranodonte ancora non descritto è stato menzionato nel materiale supplementare di Longrich et al. (2018).
| Pterosauri ritrovati nella Formazione Hell Creek | Pterosauri ritrovati nella Formazione Hell Creek | Pterosauri ritrovati nella Formazione Hell Creek | Pterosauri ritrovati nella Formazione Hell Creek | Pterosauri ritrovati nella Formazione Hell Creek | Pterosauri ritrovati nella Formazione Hell Creek                                                                 | Pterosauri ritrovati nella Formazione Hell Creek | Pterosauri ritrovati nella Formazione Hell Creek |
| Genere                                           | Specie                                           | Stati                                            | Posizione stratigrafica                          | Materiale fossile                                | Note | Immagine                                         |                                                  |
| ------------------------------------------------ | ------------------------------------------------ | ------------------------------------------------ | ------------------------------------------------ | ------------------------------------------------ | --- | ------------------------------------------------ | ------------------------------------------------ |
| Infernodrakon                                    | I. hastacollis                                   | Montana                                          |                                                  |                                                  | Una singola vertebra cervicale di azhdarchide originariamente considerata appartenente al genere Quetzalcoatlus. |                                                  |                                                  |

### Crocodylomorphi
| Crocodylomorphi ritrovati nella Formazione Hell Creek | Crocodylomorphi ritrovati nella Formazione Hell Creek | Crocodylomorphi ritrovati nella Formazione Hell Creek | Crocodylomorphi ritrovati nella Formazione Hell Creek | Crocodylomorphi ritrovati nella Formazione Hell Creek | Crocodylomorphi ritrovati nella Formazione Hell Creek                                       | Crocodylomorphi ritrovati nella Formazione Hell Creek | Crocodylomorphi ritrovati nella Formazione Hell Creek |
| Genere                                                | Specie                                                | Stati                                                 | Posizione stratigrafica                               | Materiale                                             | Note                                                                                        | Immagini                                              |                                                       |
| ----------------------------------------------------- | ----------------------------------------------------- | ----------------------------------------------------- | ----------------------------------------------------- | ----------------------------------------------------- | ------------------------------------------------------------------------------------------- | ----------------------------------------------------- | ----------------------------------------------------- |
| Borealosuchus                                         | - B. sternbergii                                      | - Montana - Dakota del Nord - Dakota del Sud          |                                                       |                                                       | Genere estinto di coccodrillo che visse dal Cretaceo superiore all'Eocene, in Nord America. |                                                       |                                                       |
| Brachychampsa                                         | - B. montana                                          | - Montana - Dakota del Sud - Dakota del Nord          |                                                       |                                                       | Genere estinto di alligatoroide.                                                            |                                                       |                                                       |
| Thoracosaurus                                         | - T. neocesariensis                                   | - Montana                                             |                                                       |                                                       | Genere estinto di coccodrillo gavialoide che visse dal Cretaceo superiore al Paleocene.     |                                                       |                                                       |